# Zbigniew Kaczmarek
Zbigniew Kaczmarek (Tarnowskie Góry, Polonia; 31 de julio de 1946 – Hannover, Alemania; 15 de mayo de 2023) fue un levantador de pesas polaco que participó en tres ediciones de los Juegos Olímpicos y fue dos veces campeón del mundo.

## Carrera

### Juegos Olímpicos
Ganó la medalla de bronce en la categoría de peso ligero en la edición de Múnich 1972, donde fue superado por Mukharby Kirzhinov de Unión Soviética y Mladen Kuchev de Bulgaria.
En la edición de Montreal 1976 originalmente había ganado la medalla de oro, pero fue la primera edición de Juegos Olímpicos en las que se aplicaron pruebas antidopaje, la cual resultó positiva por esteroides anabólicos, por lo que le fue retirada la medalla y suspendido.
Tendría su tercera aparición en Juegos Olímpicos en Moscú 1980 donde terminó en sexto lugar.

### Copa Mundial
Fue dos veces campeón mundial en 1970 y 1971, fue subcampeón mundial en tres ocasiones en 1974, 1975 y 1978 y fue tres veces medallista de bronce en 1969, 1972 y 1977, todas en la categoría de peso ligero.

### Campeonato Europeo
Fue dos veces campeón europeo en 1975 y 1976, fue cuatro veces medallista de plata en 1971, 1972, 1974 y 1977, y ganó cuatro medallas de bronce en 1969, 1970, 1973 y 1978.

## Distinciones
- Orden Polonia Restituta
- Cruz al Mérito de Polonia en 1972.[6]